# Hoplidostylus
Hoplidostylus is een geslacht van rechtvleugeligen uit de familie sabelsprinkhanen (Tettigoniidae). De wetenschappelijke naam van dit geslacht is voor het eerst geldig gepubliceerd in 1893 door Karsch.

## Soorten
Het geslacht Hoplidostylus omvat de volgende soorten:
- Hoplidostylus argillatus Karsch, 1893
- Hoplidostylus borrei Griffini, 1908